# Драган Радуловић (песник)
Драган Радуловић (Никшић, 1. мај 1950 — Подгорица, 7. фебруар 2002) био је један је од најзначајнијих савремених црногорских писаца за децу. Осим књижевним и телевизијским радом, бавио се фотографијом и сликарством.

Уређивао је телевизијске емисије за најмлађе, лист „Слово”, организовао музичке и књижевне фестивале за децу и омладину. Његове документарне емисије за децу „Велике невоље малог Бориса”, „Љубица љубичица”, „Горки слаткиши”, „Колијевка” и бројне друге приче из циклуса „Мали велики”, награђене су како домаћим, тако и међународним признањима.

## Награде и признања
- Награда 18. септембар, награда ослобођења Никшића за ванредно залагање и постигнуте резултате у области књижевног стваралаштва, 1974.
- Ратковићева награда, 1976.
- ТВ Фестивал НЕУМ, Прва награда за ТВ стваралаштво у области Дјечијег програма, за емисију „Велике невоље малог Бориса”, 1988.
- Награда 19. децембар, награда ослобођења Титограда за најбоље остварење из области умјетности, 1988.
- Награда 27. новембар, Дан Радио-Телевизије Титоград, Плакета за постигнуте значајне резултате у раду и развоју РТТ, 1988.
- Прва награда за ТВ стваралаштво у области Дјечијег програма, за емисију „Љубица љубичица”, ТВ Фестивал НЕУМ, 1990.
- Специјална награда Златни ковчег, Пловдив, за најбољи документарни програм за дјецу, 1992.
- Змајева награда за изузетан стваралачки допринос савременом изразу у књижевности за дјецу, 1992.
- Тринаестојулска награда за највеће домете у области културе и умјетности, 1993.
- Награда 21. новембар, награда града Котора за изузетан рад и афирмацију дјечијег стваралаштва, 1993.
- Награда Стара маслина, Ваг, 1995.
- Залога града Никшића, за завичај у стваралаштву, 1996.
- Награда УНИЦЕФ-а, 1996.